# 1150 w polityce

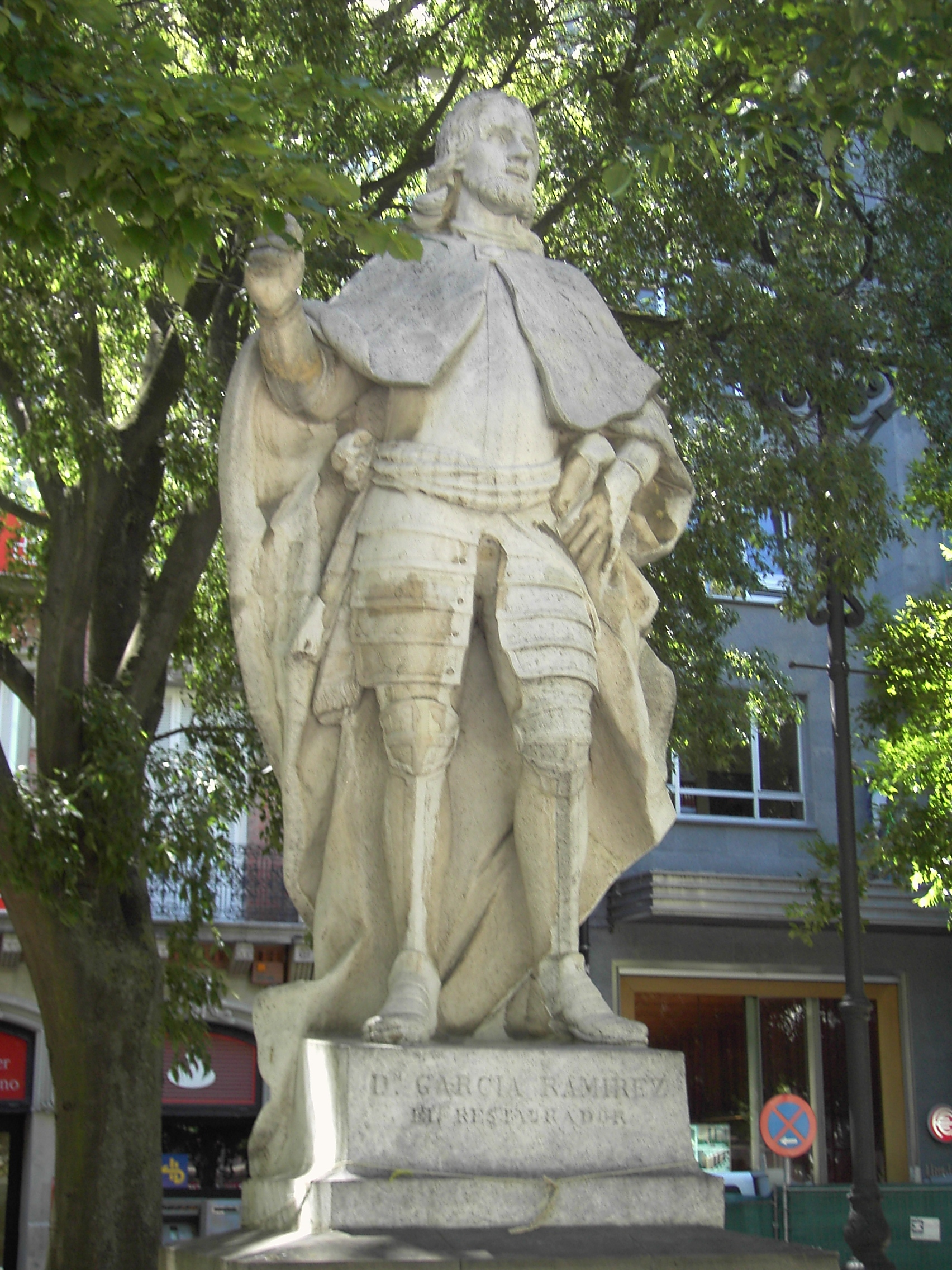
Garcia IV Odnowiciel

Wydarzenia polityczne w 1150 roku.

## Wydarzenia
- Albrecht Niedźwiedź utworzył Marchię Brandenburską[1][2][3].

## Zmarli
- 21 listopada Garcia IV Odnowiciel, król Nawarry[4].